# Șirineasa
Șirineasa là một xã thuộc hạt Vâlcea, România. Dân số thời điểm năm 2002 là 2617 người.